# Irena Nowak

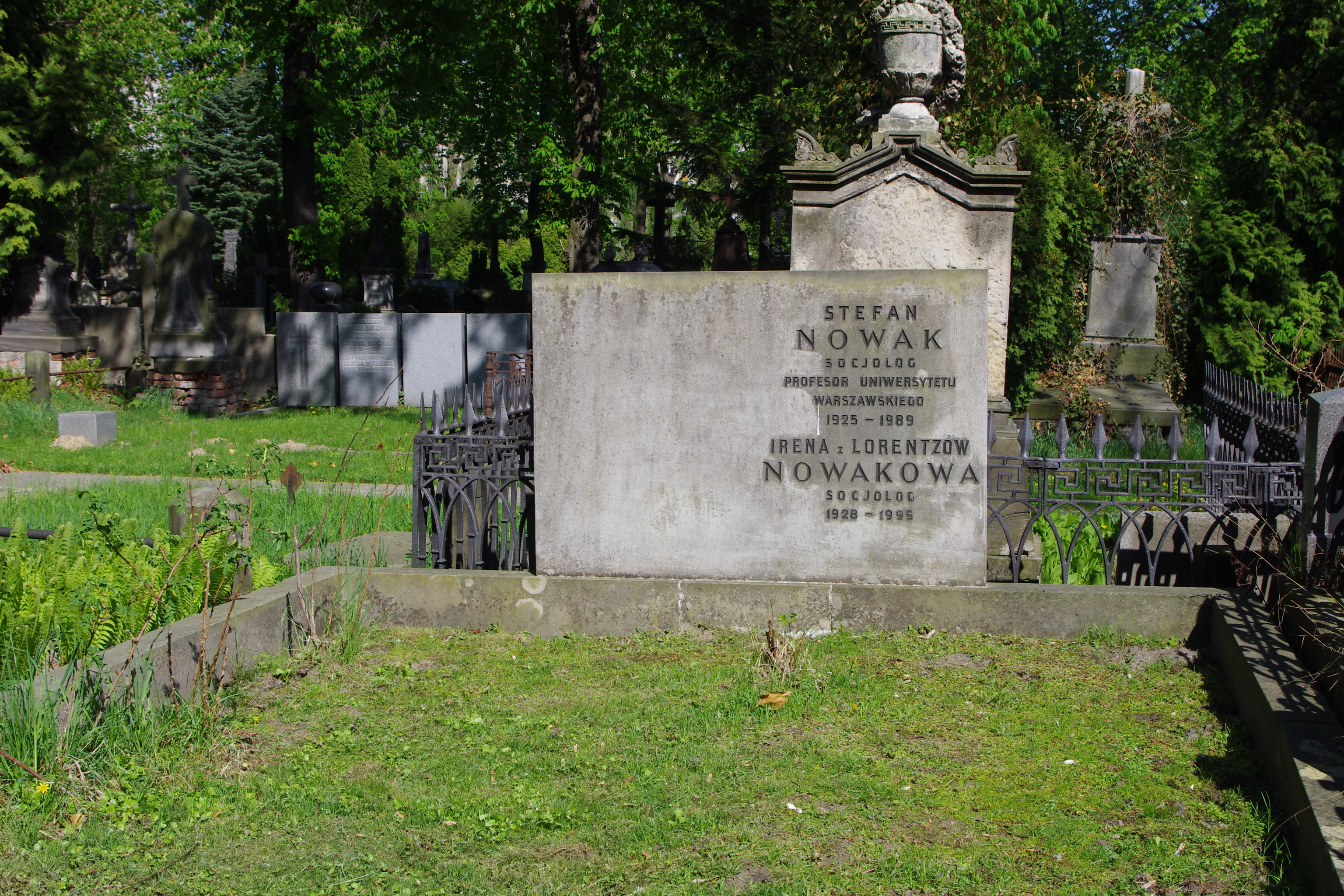
Grób Ireny i Stefana Nowaka na Cmentarzu ewangelicko-augsburskim w Warszawie

Irena Nowak z d. Lorentz (ur. 7 lutego 1928, zm. 2 października 1995) – polska socjolog, członek założyciel Towarzystwa Kursów Naukowych (1978) i jego wykładowca.

## Życiorys
Ukończyła studia socjologiczne na Uniwersytecie Warszawskim, broniąc pracy magisterskiej Zagadnienie struktury społecznej na tle hierarchii klas i hierarchii stanów na Haiti w drugiej połowie XVIII wieku, pod kierunkiem Stanisława Ossowskiego (1952). Następnie pracowała na UW, gdzie w 1964 obroniła pracę doktorską Wartości, przystosowanie a pozycja w grupie – analiza porównawcza dwóch środowisk studenckich pod kierunkiem Marii Ossowskiej. 
22 stycznia 1978 podpisała deklarację założycielską Towarzystwa Kursów Naukowych i była jednym z jego aktywnych członków. M.in. prowadziła cykl zajęć seminaryjnych Scentralizowana struktura władzy a życie społeczne i wykłady w Warszawie i Łodzi.
Jej ojcem był Stanisław Lorentz, młodszą siostrą Alina Kowalczykowa.
Mąż – Stefan Nowak. Pochowana wraz z nim na cmentarzu ewangelicko-augsburskim w Warszawie (aleja 12, grób 41).